# Bildungszentrum Weissacher Tal
Das Bildungszentrum Weissacher Tal, abgekürzt Bize, ist ein Bildungszentrum in Weissach im Tal, in der drei Schularten angeboten werden: Gymnasium, Realschule und Gemeinschaftsschule. Sie ist eine Europaschule und seit 2008 eine Schule ohne Rassismus.  Heute besuchen die Schule über 1300 Schüler, die von 130 Lehrern unterrichtet werden. Die Schulleitung besteht aus der Gymnasialleiterin Simone Klitzing, dem Realschulleiter Christian Zeller und dem Gemeinschaftschulleiter Ralf Bachmeier.

## Geschichte der Schule
Der Bau kostete die Gemeinden Auenwald, Allmersbach im Tal, Weissach im Tal und Althütte insgesamt etwas über 38 Millionen DM. Von 1969 bis 1976 war der Reutlinger Erziehungswissenschaftler und Schulpädagoge Walter Popp (* 1927) Vorsitzender der Planungsgruppe für eine Gesamtschule Weissacher Tal (zudem Mitglied andere Planungsgruppen für Modellschulen un Baden-Württemberg). Das Bildungszentrum Weissacher Tal wurde im Jahr 1975 eröffnet und hatte damals 334 Schüler. In der Folgezeit nahm die Zahl der Schüler ständig zu, sodass weitere Gebäude notwendig wurden. 1989 wurde ein zweiter Pavillon errichtet. Es folgten 1990 naturwissenschaftliche Räume und eine Leichtathletikanlage. 1993 wurden zwei Lehrräume für Biologie angebaut und vier weitere Klassenzimmer eingerichtet. Zwischen 1997 und 1999 entstanden die als Erweiterung West bezeichneten Anbauten für etwa 7 Millionen Mark. 2004 wurde die Erweiterung Ost für 1,8 Millionen Euro gebaut.

## Unterrichtszeit
Das Bildungszentrum ist eine offene Ganztagsschule, an der Unterricht von 7:25 Uhr bis 17:30 Uhr angeboten wird. Die erste Stunde beginnt um 07:25 Uhr, die zweite um 08:10 Uhr, die dritte (nach 20 Minuten Pause) um 09:15 Uhr, die vierte um 10:00 Uhr, die fünfte um 11:05 Uhr (ebenfalls nach 20 Minuten Pause), die sechste um 11:50 Uhr, die siebte um 12:40 Uhr (nach 5 Minuten Pause), die achte um 13:25 Uhr, die neunte um 14:20 Uhr (nach 10 Minuten Pause), die zehnte um 15:05 Uhr, die elfte um 16:00 Uhr (nach 10 Minuten Pause) und die zwölfte um 16:45 Uhr. Eine Schulstunde ist jeweils 45 Minuten lang. In vielen Fächern werden nur Doppelstunden unterrichtet.
In der Regel haben ausschließlich Oberstufenschüler Unterricht in der elften und zwölften Stunde. Dies liegt daran, dass Oberstufenschüler ihre Fächer frei wählen können und auch einige Fächer hinzukommen, die nicht verpflichtend und meistens spezifischer sind (z. B. Psychologie, Informatik), wodurch die Stundenplanerstellung schwerer wird.
Die Mittagspause ist meistens zwischen 12:35 Uhr und 14:20 Uhr, einige haben auch nur bis 13:25 Uhr Pause.
In der Oberstufe hat man zum Teil auch lange Hohlstunden von bis zu acht Stunden, lang Unterricht am Stück oder an manchen Tagen nur sehr wenig Unterricht. Dies liegt ebenfalls an der komplexen Stundenplanerstellung.

## Bilingualer Zug
Im bilingualen Zug des Gymnasiums werden ab der 6. Klasse in jedem Schuljahr freiwillig zwei weitere Stunden Unterricht auf Englisch erteilt. In der 7., 8., 11. und 12. Klasse wird Erdkunde, in der 8. Klasse Geschichte und in der 9. Klasse Biologie auf Englisch unterrichtet.

## Schule als Staat
Das Bildungszentrum Weissacher Tal hat im Februar 2012 als erste Gesamtschule am Projekt Schule als Staat teilgenommen.

## Bildungspartnerschaften
Eine Bildungspartnerschaft besteht seit 2014 mit der Barmer GEK Stuttgart.

## Schulleiter
- 1975–1994: Alfred Rottmann
- 1975–1983: Ernst Guther
- 1980–1995: Lutz Gürtler
- 1980–2004: Ottmar Hanel
- 1992–2002: Gotthilf Langer
- 1992: Anton Weber
- 2002: Monika Wagner-Hans
- 2004–2006: Jutta Leitz-Kuntze[4]

## Ehemalige Lehrer
- Frieder Stöckle (1939–2015), Buchautor, Bildhauer, Historiker und Politiker (SPD)

## Ehemalige Schüler
- Arik Braun, Schachspieler[7]
- Franz Dinda, Schauspieler[8]
- Maximilian Friedrich, Politiker
- Julian Schieber, ehemaliger Fußballspieler in der Fußballbundesliga (u. a. VfB Stuttgart, Borussia Dortmund)[9]
- Soffie (eigentlich Sofie Aspacher), Sängerin